# 貧鈾

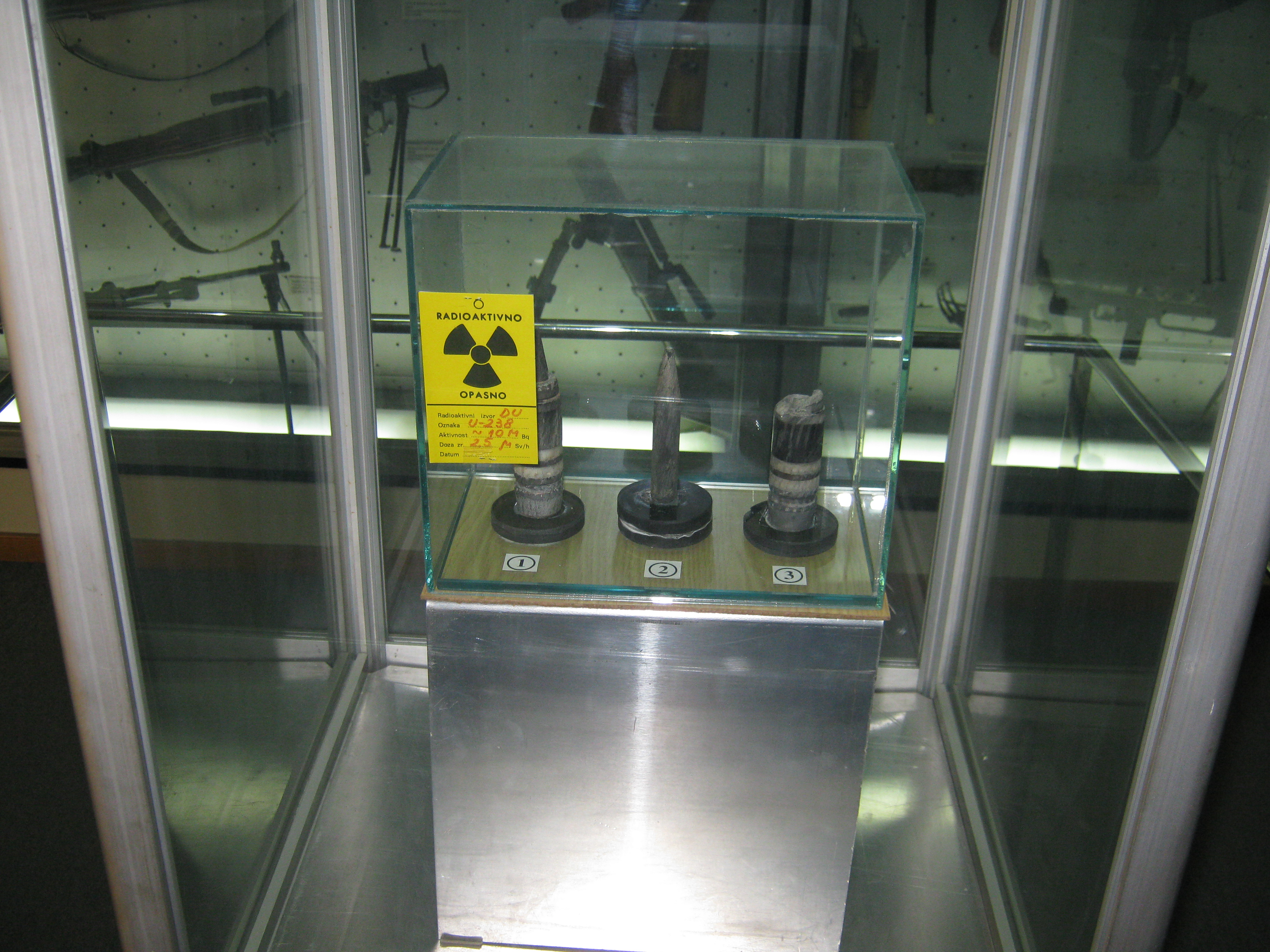
U-238 贫铀弹，1999 年于南斯拉夫发射。照片拍摄于贝尔格莱德军事博物馆

貧鈾（英語：Depleted Uranium，縮寫DU），又稱貧化鈾、耗乏鈾或衰變鈾等，是一種主要由鈾-238構成的物質，為核燃料製程中的副產物，故也是一種核廢料。自然界中的鈾含有約99.27%的鈾-238、0.72%的鈾-235及0.0055%的鈾-234，鈾-235可用於核子反應爐或核武器中的核裂變反應材料，但必須先將濃度提高成為濃縮鈾才能使用，而在濃縮過程中所排出鈾-235濃度更低的廢料部份，就稱為貧鈾，其中鈾-235和鈾-234的濃度大約只有天然鈾的三分之一，放射性則约為天然鈾的60%。也有部分贫铀通过再处理經已使用的核燃料製造，但這類貧鈾會含有鈾-236。美国核能管理委员会规定，鈾-235含量在0.711%以下为贫铀；美国国防部則规定鈾-235含量在0.3%以下，实际使用0.2%以下为贫铀。

## 性质与用途

### 民用
- 由于中子俘获截面大，辐照稳定，强烈吸收伽马射线与X光，铸造简单，不会产生大气孔缺陷，适合制造辐射屏蔽容器。工业广泛使用的铯137、钴60放射源，现在普遍採用贫铀做防护容器，其重量是铅罐的30%。
- 民航飞机的配重[2]
- 惯性飞轮

### 军用
- 貧鈾彈：贫铀合金动能穿甲弹具有「自锐」(self-sharpening[3])特性：临界绝热剪切应变率和临界绝热剪切厚变值较低，易于发生绝热剪切断裂。即指，在穿甲过程中，弹芯头部的边缘材料容易发生崩落，此特性相当于一直在把弹头削尖，从而使弹靶之间一直保持一个很小的作用面积，减小了侵彻阻力，提高着靶比能，侵彻深度得以显著提高。
- 贫铀装甲
- 贫铀合金药型罩破甲弹
- 贫铀机枪弹

貧鈾的密度高達19.1g/cm3，與鎢相近，可作為飛行器的配重塊、放射線療法和工業用放射造影器材的屏蔽物，並且可作為放射性物質所使用的貨箱。軍事上則常用作貧化鈾彈或裝甲，這是因為貧鈾能大幅提昇裝甲穿透力或裝甲強度，並且貧鈾彈在命中後另具有3,000°C的高溫燒灼效果。
由于β衰變，贫铀存在轫致辐射。

## 健康风险
鈾是一个毒性较强的金属。鈾元素对腎、脑、肝、心都有毒，不过毒性还是低于砷、汞等更有名的重金属。貧鈾的放射性较低，但半衰期较高。Agency for Toxic Substances and Disease Registry认为，貧鈾在不贴近人体时基本不造成放射伤害，主要担心为进入体内后或附着于皮肤上产生的照射。貧鈾的危险程度取决于暴露方式。如果是吸入了不可溶的貧鈾化合物粒子，那主要的担心是貧鈾会留在肺内造成内照射。如果吸入的是水溶性的貧鈾粒子，那担心则是其通过尿液排泄时的肾毒性。总的来说，贫铀的化学毒性在体内造成的危害是其放射性危害的一百万倍。贫铀造成的DNA损伤是由于其化学上的催化性质，和alpha放射性基本没有关系。
在军用时，貧鈾危险一般是以粉尘和气溶胶的形式存在。军队对于貧鈾一直有防护准则，以至于现有的大部分研究一律认为未有军方人员受到过貧鈾毒性影响。对于防护措施薄弱的平民而言，各方口径则非常不同。
然而使用貧鈾彈可能導致長期的健康問題，肝、腎、心臟和腦等許多器官可能受到輻射的影響。由於貧鈾微弱的放射性，所以人們視它為有毒金屬，但毒性較汞等重金屬低。貧鈾粉末可能被吃、喝或吸入人體，貧鈾有一萬年以上的半衰期。由貧鈾彈衝擊物體而爆發時產生的氣膠，可能散佈污染廣大的面積，而被人吸入體內。在2003年美国對伊拉克的攻擊行動中，三週內估計使用了約95萬顆、超過1,000噸的貧鈾彈，大部份都在市區。目前暫無決定性資料顯示某些人的健康問題與貧鈾有關，但人工培養細胞與實驗室動物實驗已發現貧鈾的慢性效應（長期曝露）造成白血病、基因疾病、神經疾病等的可能性。同時目前無論是南斯拉夫還是伊拉克，這些曾經被使用過貧鈾彈的地區均產生了不同因核輻射引起的各種疾病。